# Tōhoku-Shinkansen
| Streckenverlauf |                      |                                               |                                               |
| Streckenlänge: | 674,9 km             |                                               |                                               |
| Spurweite: | 1435 mm (Normalspur) |                                               |                                               |
| Stromsystem: | 25 kV 50 Hz ~        |                                               |                                               |
| Minimaler Radius: | 4.000 m              |                                               |                                               |
| Streckengeschwindigkeit: | 320 km/h             |                                               |                                               |
| |                      |                                               |                                               |
| \| \| \| ↑JR Central: Tōkaidō-Shinkansen \| \| \| \| \| ↑JR East: Tōkaidō-Hauptlinie \| \| \| \| \| ↑↓JR East: Keihin-Tōhoku-Linie/Yamanote-Linie \| \| \| \| \| ←JR East: Keiyō-Linie/↑Yokosuka-Linie \| \| \| \| 0,0 \| Tokio (東京駅) \| Tokio (東京駅) \| \| \| \| ←JR East: Sōbu-Hauptlinie \| \| \| \| \| Kanda (神田駅) \| \| \| \| \| JR East: Chūō-Hauptlinie→ \| \| \| \| \| Akihabara (秋葉原駅) \| \| \| \| \| ←JR East: Chūō-Sōbu-Linie→ \| \| \| \| 3,6 \| Ueno (上野駅) ↓JR East: Tōhoku-Hauptlinie \| Ueno (上野駅) ↓JR East: Tōhoku-Hauptlinie \| \| \| \| Ueno Tunnel (2.806 m)/ Nippori (日暮里駅) \| \| \| \| \| ←JR East: Jōban-Linie \| \| \| \| \| Tabata (田端駅) \| \| \| \| \| →JR East: Yamanote-Linie \| \| \| \| \| →JR East: Syōnan-Shinjuku-Linie \| \| \| \| \| Shinkansen-Bahnbetriebswerk Tokio \| \| \| \| \| Kami-Nakazato (上中里駅) \| \| \| \| \| →JR East: Saikyō-Linie \| \| \| \| \| Akabane (赤羽駅) \| \| \| \| \| Akabane-Dai Tunnel \| \| \| \| \| ←JR East: Musashino-Linie→ \| \| \| \| \| Musashi-Urawa (武蔵浦和駅) \| \| \| \| \| ↑JR East: Keihin-Tōhoku-Linie \| \| \| \| 31,3 \| Ōmiya (大宮駅) \| Ōmiya (大宮駅) \| \| \| \| →JR East: Saikyō-Linie \| \| \| \| \| →JR East: Takasaki-Linie \| \| \| \| \| →JR East: Jōetsu-Shinkansen \| \| \| \| \| ←JR East: Mito-Linie \| \| \| \| 80,3 \| Oyama (小山駅) \| Oyama (小山駅) \| \| \| \| Oyama Shinkansen-Betriebswerk \| \| \| \| \| →JR East: Ryōmō-Linie \| \| \| \| \| \| \| \| \| \| →JR East: Nikkō-Linie \| \| \| \| 109,0 \| Utsunomiya (宇都宮駅) \| Utsunomiya (宇都宮駅) \| \| \| \| Hōsyakuji (宝積寺駅) \| \| \| \| \| ←JR East: Karasuyama-Linie \| \| \| \| 152,4 \| Nasu-Shiobara (那須塩原駅) \| Nasu-Shiobara (那須塩原駅) \| \| \| \| Nasu Tunnel (7.030 m) \| \| \| \| \| \| \| \| \| 178.4 \| Shin-Shirakawa (新白河駅) \| Shin-Shirakawa (新白河駅) \| \| \| \| \| \| \| \| \| ←JR East: Suigun-Linie \| \| \| \| \| Asaka-Nagamori (安積永盛駅) \| \| \| \| \| \| \| \| \| 213,9 \| Kōriyama (郡山駅) \| Kōriyama (郡山駅) \| \| \| \| ←JR East: Ban'etsu-Ost-Linie \| \| \| \| \| →JR East: Ban'etsu-West-Linie \| \| \| \| \| Fukushima Tunnel (11.705 m) \| \| \| \| 255,1 \| Fukushima (福島駅) \| Fukushima (福島駅) \| \| \| \| →JR East: Ōu-Hauptlinie \| \| \| \| \| →JR East: Yamagata-Shinkansen \| \| \| \| \| \| \| \| \| \| Zaō Tunnel (11.215 m) \| \| \| \| 286.2 \| Shiroishi-Zaō (白石蔵王駅) \| Shiroishi-Zaō (白石蔵王駅) \| \| \| \| ←JR East: Jōban-Linie \| \| \| \| \| Iwanuma (岩沼駅) \| \| \| \| \| ←JR East: Sendai-Flughafen-Access-Linie \| \| \| \| \| Natori (名取駅) \| \| \| \| 325,4 \| Sendai (仙台駅) ←JR East: Senseki-Linie→ \| Sendai (仙台駅) ←JR East: Senseki-Linie→ \| \| \| \| →JR East: Senzan-Linie \| \| \| \| \| Iwakiri (岩切駅) \| \| \| \| \| Shinkansen-Gesamtbetriebswerk \| \| \| \| \| Rifu (利府駅)/ →JR East: Rufu-Linie \| \| \| \| \| Kogota (小牛田駅) \| \| \| \| 363,8 \| Furukawa (古川駅) →Rikū-Ost-Linie \| Furukawa (古川駅) →Rikū-Ost-Linie \| \| \| \| ←JR East: Ishinomaki-Linie \| \| \| \| 385,7 \| Kurikoma-Kōgen (くりこま高原駅) \| Kurikoma-Kōgen (くりこま高原駅) \| \| \| \| ←JR East: Ōfunato-Linie \| \| \| \| 406,3 \| Ichinoseki (一ノ関駅) \| Ichinoseki (一ノ関駅) \| \| \| \| Fluss-Kitakami-Erstbrücke (3.868 m) \| \| \| \| \| Ichinoseki Tunnel (9.730 m) \| \| \| \| 431,3 \| Mizusawa-Esahi (水沢江刺駅) \| Mizusawa-Esahi (水沢江刺駅) \| \| \| 448,6 \| Kitakami (北上駅) \| Kitakami (北上駅) \| \| \| \| Kitakami (Fluss)/ →JR East: Kitakami-Linie \| \| \| \| \| Hanamaki (花巻駅) \| \| \| \| 463,1 \| Shin-Hanamaki (新花巻駅) \| Shin-Hanamaki (新花巻駅) \| \| \| \| ←JR East: Kamaishi-Linie \| \| \| \| 496,5 \| Morioka (盛岡駅) ↑Tōhoku-Hauptlinie \| Morioka (盛岡駅) ↑Tōhoku-Hauptlinie \| \| \| \| ←JR East: Yamada-Linie \| \| \| \| \| →JR East: Tazawako-Linie, Akita-Shinkansen \| \| \| \| \| ↓Iwate-Ginga-Eisenbahn \| \| \| \| \| Morioka Shinkansen-Betriebswerk \| \| \| \| \| \| \| \| \| \| Kōma (好摩駅) \| \| \| \| \| →JR East: Hanawa-Linie \| \| \| \| 527,6 \| Iwate-Numakunai (いわて沼宮内駅) \| Iwate-Numakunai (いわて沼宮内駅) \| \| \| \| \| \| \| \| \| Iwate-Ichinohe Tunnel (25.808 m) \| \| \| \| \| \| \| \| \| 562,2 \| Ninohe (二戸駅) \| Ninohe (二戸駅) \| \| \| \| ↑Iwate-Ginga-Eisenbahn \| \| \| \| \| Kindaichi Tunnel (8.725 m)/ Metoki (目時駅) \| \| \| \| \| Sannohe Tunnel (8.250 m) \| \| \| \| \| ↓Aoimori-Eisenbahn \| \| \| \| 593,1 \| Hachinohe (八戸駅) \| Hachinohe (八戸駅) \| \| \| \| ←JR East: Hachinohe-Linie \| \| \| \| 628,2 \| Shichinohe-Towada (七戸十和田駅) \| Shichinohe-Towada (七戸十和田駅) \| \| \| \| Hakkōda-Tunnel (26.455 m) \| \| \| \| \| ↑Aoimori-Eisenbahn \| \| \| \| \| Aomori (青森駅) →JR East: Ōu-Hauptlinie \| \| \| \| 674,9 \| Shin-Aomori (新青森駅) \| Shin-Aomori (新青森駅) \| \| \| \| Aomori Shinkansen-Betriebswerk \| \| \| \| \| ↓JR East: Tsugaru-Linie \| \| \| \| \| ↓JR Hokkaidō: Hokkaidō-Shinkansen \| \| |                      |                                               |                                               |
| Strecke |                      | ↑JR Central: Tōkaidō-Shinkansen               | ↑JR Central: Tōkaidō-Shinkansen               |
| Strecke · Strecke |                      | ↑JR East: Tōkaidō-Hauptlinie                  | ↑JR East: Tōkaidō-Hauptlinie                  |
| Strecke · Strecke · Strecke |                      | ↑↓JR East: Keihin-Tōhoku-Linie/Yamanote-Linie | ↑↓JR East: Keihin-Tōhoku-Linie/Yamanote-Linie |
| Kreuzung mit Tunnelstrecke · Kreuzung mit Tunnelstrecke · Kopfbahnhof Streckenende und quer (im Tunnel) · Strecke (im Tunnel) |                      | ←JR East: Keiyō-Linie/↑Yokosuka-Linie         | ←JR East: Keiyō-Linie/↑Yokosuka-Linie         |
| Kopfbahnhof Streckenende · Kopfbahnhof Streckenende · Kopfbahnhof Streckenanfang · Bahnhof Streckenanfang · Bahnhof (im Tunnel) | 0,0                  | Tokio (東京駅)                                | Tokio (東京駅)                                |
| Strecke quer (im Tunnel) · Kreuzung mit Tunnelstrecke · Kreuzung mit Tunnelstrecke · Strecke nach rechts (im Tunnel) |                      | ←JR East: Sōbu-Hauptlinie                     | ←JR East: Sōbu-Hauptlinie                     |
| Strecke · Haltepunkt / Haltestelle |                      | Kanda (神田駅)                                | Kanda (神田駅)                                |
| Strecke |                      | JR East: Chūō-Hauptlinie→                     | JR East: Chūō-Hauptlinie→                     |
| Strecke quer · Kreuzung · Turmhaltepunkt geradeaus unten |                      | Akihabara (秋葉原駅)                          | Akihabara (秋葉原駅)                          |
| Tunnelanfang · Strecke |                      | ←JR East: Chūō-Sōbu-Linie→                    | ←JR East: Chūō-Sōbu-Linie→                    |
| Kopfbahnhof Streckenanfang · Kopfbahnhof Streckenanfang · Bahnhof (im Tunnel) · Bahnhof | 3,6                  | Ueno (上野駅) ↓JR East: Tōhoku-Hauptlinie     | Ueno (上野駅) ↓JR East: Tōhoku-Hauptlinie     |
| Haltepunkt / Haltestelle · Strecke · Tunnelende · Haltepunkt / Haltestelle |                      | Ueno Tunnel (2.806 m)/ Nippori (日暮里駅)     | Ueno Tunnel (2.806 m)/ Nippori (日暮里駅)     |
| Strecke nach rechts · Strecke · Strecke · Strecke |                      | ←JR East: Jōban-Linie                         | ←JR East: Jōban-Linie                         |
| Strecke · Strecke · Haltepunkt / Haltestelle |                      | Tabata (田端駅)                               | Tabata (田端駅)                               |
| Strecke · Strecke · Abzweig geradeaus und nach links |                      | →JR East: Yamanote-Linie                      | →JR East: Yamanote-Linie                      |
| Strecke von links · Strecke nach rechts · Strecke · Abzweig geradeaus und von links |                      | →JR East: Syōnan-Shinjuku-Linie               | →JR East: Syōnan-Shinjuku-Linie               |
| Strecke · Betriebs-/Güterbahnhof Streckenanfang und quer · Abzweig geradeaus und nach rechts · Haltepunkt / Haltestelle |                      | Shinkansen-Bahnbetriebswerk Tokio             | Shinkansen-Bahnbetriebswerk Tokio             |
| Strecke nach links · Abzweig von links und von rechts · Kreuzung geradeaus oben · Strecke nach rechts |                      | Kami-Nakazato (上中里駅)                      | Kami-Nakazato (上中里駅)                      |
| Kreuzung geradeaus oben · Strecke quer |                      | →JR East: Saikyō-Linie                        | →JR East: Saikyō-Linie                        |
| Haltepunkt / Haltestelle · Strecke |                      | Akabane (赤羽駅)                              | Akabane (赤羽駅)                              |
| Strecke von links · Strecke nach rechts und nach rechts · Strecke |                      | Akabane-Dai Tunnel                            | Akabane-Dai Tunnel                            |
| Strecke · Tunnel · Tunnel |                      | ←JR East: Musashino-Linie→                    | ←JR East: Musashino-Linie→                    |
| Kreuzung geradeaus unten · Turmhaltepunkt geradeaus oben · Kreuzung · Strecke quer |                      | Musashi-Urawa (武蔵浦和駅)                    | Musashi-Urawa (武蔵浦和駅)                    |
| Strecke nach links · Strecke von rechts und von halblinks · Strecke |                      | ↑JR East: Keihin-Tōhoku-Linie                 | ↑JR East: Keihin-Tōhoku-Linie                 |
| Bahnhof · Bahnhof | 31,3                 | Ōmiya (大宮駅)                                | Ōmiya (大宮駅)                                |
| Kreuzung geradeaus oben · Strecke quer |                      | →JR East: Saikyō-Linie                        | →JR East: Saikyō-Linie                        |
| Abzweig geradeaus und nach links · Kreuzung · Strecke quer |                      | →JR East: Takasaki-Linie                      | →JR East: Takasaki-Linie                      |
| Strecke · Abzweig geradeaus und nach links · Strecke quer |                      | →JR East: Jōetsu-Shinkansen                   | →JR East: Jōetsu-Shinkansen                   |
| Strecke quer · Abzweig geradeaus und von rechts · Strecke |                      | ←JR East: Mito-Linie                          | ←JR East: Mito-Linie                          |
| Bahnhof · Bahnhof | 80,3                 | Oyama (小山駅)                                | Oyama (小山駅)                                |
| Strecke · Abzweig geradeaus und nach links · Betriebs-/Güterbahnhof Streckenende und quer |                      | Oyama Shinkansen-Betriebswerk                 | Oyama Shinkansen-Betriebswerk                 |
| Abzweig geradeaus und nach links · Kreuzung · Strecke quer |                      | →JR East: Ryōmō-Linie                         | →JR East: Ryōmō-Linie                         |
| Strecke nach links · Kreuzung · Strecke von rechts |                      |                                               |                                               |
| Strecke von links · Kreuzung · Abzweig quer und nach rechts |                      | →JR East: Nikkō-Linie                         | →JR East: Nikkō-Linie                         |
| Bahnhof · Bahnhof | 109,0                | Utsunomiya (宇都宮駅)                         | Utsunomiya (宇都宮駅)                         |
| Haltepunkt / Haltestelle · Strecke |                      | Hōsyakuji (宝積寺駅)                          | Hōsyakuji (宝積寺駅)                          |
| Strecke quer · Abzweig geradeaus und nach rechts · Tunnel |                      | ←JR East: Karasuyama-Linie                    | ←JR East: Karasuyama-Linie                    |
| Bahnhof · Bahnhof | 152,4                | Nasu-Shiobara (那須塩原駅)                    | Nasu-Shiobara (那須塩原駅)                    |
| Strecke · Tunnel |                      | Nasu Tunnel (7.030 m)                         | Nasu Tunnel (7.030 m)                         |
| Strecke nach links · Kreuzung · Strecke von rechts |                      |                                               |                                               |
| Bahnhof · Bahnhof | 178.4                | Shin-Shirakawa (新白河駅)                     | Shin-Shirakawa (新白河駅)                     |
| Strecke von links · Kreuzung · Strecke nach rechts |                      |                                               |                                               |
| Strecke quer · Abzweig quer und nach links · Kreuzung · Strecke von rechts |                      | ←JR East: Suigun-Linie                        | ←JR East: Suigun-Linie                        |
| Strecke · Haltepunkt / Haltestelle |                      | Asaka-Nagamori (安積永盛駅)                   | Asaka-Nagamori (安積永盛駅)                   |
| Strecke von links · Kreuzung · Strecke nach rechts |                      |                                               |                                               |
| Bahnhof · Bahnhof | 213,9                | Kōriyama (郡山駅)                             | Kōriyama (郡山駅)                             |
| Strecke quer · Abzweig geradeaus, nach links und nach rechts · Kreuzung · Strecke quer |                      | ←JR East: Ban'etsu-Ost-Linie                  | ←JR East: Ban'etsu-Ost-Linie                  |
| Strecke · Strecke |                      | →JR East: Ban'etsu-West-Linie                 | →JR East: Ban'etsu-West-Linie                 |
| Strecke · Tunnel |                      | Fukushima Tunnel (11.705 m)                   | Fukushima Tunnel (11.705 m)                   |
| Bahnhof · Bahnhof | 255,1                | Fukushima (福島駅)                            | Fukushima (福島駅)                            |
| Abzweig geradeaus und nach links · Kreuzung · Strecke von rechts |                      | →JR East: Ōu-Hauptlinie                       | →JR East: Ōu-Hauptlinie                       |
| Strecke · Abzweig geradeaus und nach links · Abzweig quer und nach links |                      | →JR East: Yamagata-Shinkansen                 | →JR East: Yamagata-Shinkansen                 |
| Strecke nach links · Kreuzung · Strecke von rechts |                      |                                               |                                               |
| Tunnel · Strecke |                      | Zaō Tunnel (11.215 m)                         | Zaō Tunnel (11.215 m)                         |
| Bahnhof · Strecke | 286.2                | Shiroishi-Zaō (白石蔵王駅)                    | Shiroishi-Zaō (白石蔵王駅)                    |
| Strecke quer · Abzweig von links und von rechts · Kreuzung · Strecke nach rechts |                      | ←JR East: Jōban-Linie                         | ←JR East: Jōban-Linie                         |
| Haltepunkt / Haltestelle · Strecke |                      | Iwanuma (岩沼駅)                              | Iwanuma (岩沼駅)                              |
| Strecke quer · Abzweig geradeaus und von rechts · Strecke |                      | ←JR East: Sendai-Flughafen-Access-Linie       | ←JR East: Sendai-Flughafen-Access-Linie       |
| Haltepunkt / Haltestelle · Strecke |                      | Natori (名取駅)                               | Natori (名取駅)                               |
| Strecke quer (im Tunnel) · Turmbahnhof mit Tunnelstrecke · Turmbahnhof mit Tunnelstrecke · Strecke quer (im Tunnel) | 325,4                | Sendai (仙台駅) ←JR East: Senseki-Linie→      | Sendai (仙台駅) ←JR East: Senseki-Linie→      |
| Strecke nach links · Kreuzung · Abzweig quer und von rechts |                      | →JR East: Senzan-Linie                        | →JR East: Senzan-Linie                        |
| Strecke von links · Haltepunkt / Haltestelle quer · Kreuzung · Strecke nach rechts |                      | Iwakiri (岩切駅)                              | Iwakiri (岩切駅)                              |
| Betriebs-/Güterbahnhof Streckenanfang und quer · Abzweig geradeaus und nach rechts |                      | Shinkansen-Gesamtbetriebswerk                 | Shinkansen-Gesamtbetriebswerk                 |
| Haltepunkt / Haltestelle Streckenende und quer · Strecke |                      | Rifu (利府駅)/ →JR East: Rufu-Linie           | Rifu (利府駅)/ →JR East: Rufu-Linie           |
| Haltepunkt / Haltestelle · Strecke |                      | Kogota (小牛田駅)                             | Kogota (小牛田駅)                             |
| Abzweig geradeaus, nach links und nach rechts · Strecke quer · Turmbahnhof geradeaus oben · Strecke quer | 363,8                | Furukawa (古川駅) →Rikū-Ost-Linie             | Furukawa (古川駅) →Rikū-Ost-Linie             |
| Strecke nach links · Strecke von rechts · Strecke |                      | ←JR East: Ishinomaki-Linie                    | ←JR East: Ishinomaki-Linie                    |
| Strecke · Bahnhof | 385,7                | Kurikoma-Kōgen (くりこま高原駅)               | Kurikoma-Kōgen (くりこま高原駅)               |
| Abzweig quer und nach links · Kreuzung · Strecke von rechts |                      | ←JR East: Ōfunato-Linie                       | ←JR East: Ōfunato-Linie                       |
| Bahnhof · Bahnhof | 406,3                | Ichinoseki (一ノ関駅)                         | Ichinoseki (一ノ関駅)                         |
| Brücke über Wasserlauf · Strecke |                      | Fluss-Kitakami-Erstbrücke (3.868 m)           | Fluss-Kitakami-Erstbrücke (3.868 m)           |
| Tunnel · Strecke |                      | Ichinoseki Tunnel (9.730 m)                   | Ichinoseki Tunnel (9.730 m)                   |
| Bahnhof · Strecke | 431,3                | Mizusawa-Esahi (水沢江刺駅)                   | Mizusawa-Esahi (水沢江刺駅)                   |
| Bahnhof · Bahnhof | 448,6                | Kitakami (北上駅)                             | Kitakami (北上駅)                             |
| Brücke über Wasserlauf · Abzweig geradeaus und nach links · Strecke quer |                      | Kitakami (Fluss)/ →JR East: Kitakami-Linie    | Kitakami (Fluss)/ →JR East: Kitakami-Linie    |
| Tunnel · Haltepunkt / Haltestelle |                      | Hanamaki (花巻駅)                             | Hanamaki (花巻駅)                             |
| Strecke quer · Turmbahnhof geradeaus oben · Abzweig geradeaus und nach rechts | 463,1                | Shin-Hanamaki (新花巻駅)                      | Shin-Hanamaki (新花巻駅)                      |
| Strecke · Strecke |                      | ←JR East: Kamaishi-Linie                      | ←JR East: Kamaishi-Linie                      |
| Bahnhof · Bahnhof | 496,5                | Morioka (盛岡駅) ↑Tōhoku-Hauptlinie           | Morioka (盛岡駅) ↑Tōhoku-Hauptlinie           |
| Strecke quer · Kreuzung · Abzweig geradeaus, nach links und nach rechts · Strecke von rechts |                      | ←JR East: Yamada-Linie                        | ←JR East: Yamada-Linie                        |
| Abzweig geradeaus und nach links · Kreuzung · Abzweig quer und nach links |                      | →JR East: Tazawako-Linie, Akita-Shinkansen    | →JR East: Tazawako-Linie, Akita-Shinkansen    |
| Strecke von links · Kreuzung · Strecke nach rechts |                      | ↓Iwate-Ginga-Eisenbahn                        | ↓Iwate-Ginga-Eisenbahn                        |
| Strecke · Abzweig geradeaus und nach links · Betriebs-/Güterbahnhof Streckenende und quer |                      | Morioka Shinkansen-Betriebswerk               | Morioka Shinkansen-Betriebswerk               |
| Strecke nach links · Kreuzung · Strecke von rechts |                      |                                               |                                               |
| Strecke · Haltepunkt / Haltestelle |                      | Kōma (好摩駅)                                 | Kōma (好摩駅)                                 |
| Tunnel · Abzweig geradeaus und nach links · Strecke quer |                      | →JR East: Hanawa-Linie                        | →JR East: Hanawa-Linie                        |
| Bahnhof · Bahnhof | 527,6                | Iwate-Numakunai (いわて沼宮内駅)              | Iwate-Numakunai (いわて沼宮内駅)              |
| Tunnelanfang · Strecke |                      |                                               |                                               |
| Strecke von links · Kreuzung mit oberirdischer Strecke (im Tunnel) · Strecke nach rechts |                      | Iwate-Ichinohe Tunnel (25.808 m)              | Iwate-Ichinohe Tunnel (25.808 m)              |
| Strecke · Tunnelende |                      |                                               |                                               |
| Bahnhof · Bahnhof | 562,2                | Ninohe (二戸駅)                               | Ninohe (二戸駅)                               |
| Strecke nach links · Kreuzung · Strecke von rechts |                      | ↑Iwate-Ginga-Eisenbahn                        | ↑Iwate-Ginga-Eisenbahn                        |
| Tunnel · Haltepunkt / Haltestelle |                      | Kindaichi Tunnel (8.725 m)/ Metoki (目時駅)   | Kindaichi Tunnel (8.725 m)/ Metoki (目時駅)   |
| Tunnel |                      | Sannohe Tunnel (8.250 m)                      | Sannohe Tunnel (8.250 m)                      |
| Strecke von links · Kreuzung · Strecke nach rechts |                      | ↓Aoimori-Eisenbahn                            | ↓Aoimori-Eisenbahn                            |
| Bahnhof · Bahnhof | 593,1                | Hachinohe (八戸駅)                            | Hachinohe (八戸駅)                            |
| Abzweig quer und von links · Strecke nach rechts · Tunnel |                      | ←JR East: Hachinohe-Linie                     | ←JR East: Hachinohe-Linie                     |
| Strecke · Bahnhof | 628,2                | Shichinohe-Towada (七戸十和田駅)              | Shichinohe-Towada (七戸十和田駅)              |
| Strecke · Tunnelanfang |                      | Hakkōda-Tunnel (26.455 m)                     | Hakkōda-Tunnel (26.455 m)                     |
| Strecke nach links · Strecke von rechts · Tunnelende |                      | ↑Aoimori-Eisenbahn                            | ↑Aoimori-Eisenbahn                            |
| Haltepunkt / Haltestelle Streckenanfang und quer · Abzweig geradeaus, nach rechts und von rechts · Strecke |                      | Aomori (青森駅) →JR East: Ōu-Hauptlinie       | Aomori (青森駅) →JR East: Ōu-Hauptlinie       |
| Strecke von links · Abzweig nach links und nach rechts · Turmbahnhof geradeaus oben · Strecke quer | 674,9                | Shin-Aomori (新青森駅)                        | Shin-Aomori (新青森駅)                        |
| Strecke · Betriebs-/Güterbahnhof Streckenanfang und quer · Abzweig geradeaus und nach rechts |                      | Aomori Shinkansen-Betriebswerk                | Aomori Shinkansen-Betriebswerk                |
| Strecke · Strecke |                      | ↓JR East: Tsugaru-Linie                       | ↓JR East: Tsugaru-Linie                       |
| Strecke |                      | ↓JR Hokkaidō: Hokkaidō-Shinkansen             | ↓JR Hokkaidō: Hokkaidō-Shinkansen             |

Die Tōhoku-Shinkansen (jap. 東北新幹線ⓘ), benannt nach der Region Tōhoku, ist eine 674,9 km lange Schnellfahrstrecke der japanischen Shinkansen zwischen Tokio und Aomori. Die Linie wird durch die East Japan Railway Company betrieben.

## Geschichte
Baubeginn der Tōhoku-Shinkansen war im November 1971. Sie ergänzt die Tōhoku-Hauptlinie. Etwa Mitte 1980 begannen Probefahrten. Mit einem sechsteiligen, 260 km/h schnellen Prototypzug der Baureihe 961 wurde dabei zunächst ein 42,8 km langer Abschnitt zwischen Kuki-shi und Ishibashimachi befahren. Der Abschnitt besteht auf seiner gesamten Länge aus sieben verschiedenen Arten von Viadukten, um deren Auswirkungen auf Lärm und Schwingen untersuchen zu können. Für die Versuchsfahrten wurde die Fahrdrahtspannung von 25 auf 37 kV angehoben.
Die Strecke wurde im Juni 1982 zwischen Morioka und dem provisorischen Endbahnhof Ōmiya fertiggestellt. Aufgrund des gebirgigen Geländes mussten viele Tunnel gebaut werden. Einer davon, der Iwate-Ichinohe-Tunnel, galt mit 25,8 km Länge von 2002 bis 2005 als längster Eisenbahn-Gebirgstunnel der Welt.
Im März 1985 ging das Teilstück zwischen dem Bahnhof Ueno und Ōmiya in Betrieb, die Anzahl der Züge wurde auf 95 pro Tag, und im März 1989 auf 120 pro Tag erhöht. 1991 folgte die Teilstrecke Tokio–Ueno.
Am 1. Dezember 2002 wurde der 97 km lange Abschnitt Morioka–Hachinohe in Betrieb genommen. Die Gesamtstrecke erreichte damit eine Länge von 593,5 km. Der neue Abschnitt wurde zunächst von 16 Zugpaaren pro Tag befahren.
Im Frühjahr 1998 beschloss die japanische Regierung eine Verlängerung der Strecke von Hachinohe nach Aomori. Die 81,2 km lange Verlängerung wurde am 4. Dezember 2010 eröffnet. Unter anderem wurde hier der 26,5 km lange Hakkōda-Tunnel gebaut, der zeitweise der längste Eisenbahn-Gebirgstunnel der Erde war. Darüber hinaus ist eine Verbindung nach Hakodate über die Hokkaidō-Shinkansen 2016 in Betrieb gegangen.
Seit März 2011 kommt die Shinkansen-Baureihe E5 zum Einsatz, so dass die Höchstgeschwindigkeit zwischen den Bahnhöfen Ōmiya und Utsunomiya auf 275 km/h sowie zwischen den Bahnhöfen Utsunomiya und Morioka vorerst auf 300 km/h erhöht werden konnte. Mit der Inbetriebnahme der Shinkansen-Baureihe E6 auf der Akita-Shinkansen im März 2013 wurde die Höchstgeschwindigkeit auf letztgenanntem Teilstück auf 320 km/h angehoben. Damit wurde die Fahrzeit zwischen dem Bahnhof Tokio und Shin-Aomori (674,9 km) auf 3 Stunden 5 Minuten verkürzt.
Im Oktober 2020 gab JR East bekannt, dass auch zwischen Morioka, Hachinohe und Shin-Aomori die Höchstgeschwindigkeit von derzeit 260 auf 320 km/h angehoben werden soll. Dazu sind vorrangig Anpassungen an der Infrastruktur zur Reduktion der Lärmbelästigung entlang der Strecke erforderlich, die bis zum Jahr 2027 umgesetzt sein sollen. Durch diese Maßnahme soll die Fahrzeit auf diesem Teilstück um 5 Minuten reduziert werden.

## Betrieb

### Verbindungen
- Hayabusa (はやぶさ, dt. „Wanderfalke“): Die schnellste Verbindung auf der Tōhoku-Shinkansen, die seit dem 5. März 2011 mit der Baureihe E5 bedient werden.[8] Täglich werden zwei Zugpaare zwischen Tokio und Shin-Aomori mit einer Reisezeit von drei Stunden und 10 Minuten sowie ein Zugpaar zwischen Tokio und Sendai eingerichtet. Die Züge halten i. d. R. nur an den Bahnhöfen Ōmiya, Sendai und Morioka. Die Hayabusa-Verbindungen werden mit einer Höchstgeschwindigkeit von 320 km/h zwischen Utsunomiya und Morioka betrieben (2013 wurde die Höchstgeschwindigkeit auf 320 km/h erhöht, so dass dann die Reisezeit zwischen Tokio und Shin-Aomori um fünf Minuten verkürzt wurde).[9] Der Fahrpreis der ersten Klasse (Green Class) und der zweiten Klasse (normale Klasse) ist gegenüber der Hayate-Verbindung wegen der höheren Fahrgeschwindigkeit und des besseren Fahrkomforts um 500 Yen erhöht.[10]
- Hayate (はやて, dt. „Sturmwind“): Schnelle Verbindung, die seit 1. Dezember 2002 zwischen Tokio und Hachinohe danach seit dem 4. Dezember 2010 weiter nach Shin-Aomori mit einer Reisezeit von ca. drei Stunden und 23 Minuten verkehren.[8] Grundsätzlich halten die Züge an den Bahnhöfen Ueno, Omiya, Sendai, Morioka und Hachinohe sowie einige zusätzlichen Halten zwischen Sendai und Shin-Aomori. Hayate fährt tagsüber im Stundentakt sowie morgens und abends im Halbstundentakt. Außerdem verkehren einige Verstärkerzüge nur Tokio-Morioka, Sendai-Shin-Aomori und Morioka-Shin-Aomori. Die Züge werden mit den Baureihen E2, E5 und E3 (Verstärkerwagen nur Tokio-Morioka) mit einer Höchstgeschwindigkeit von bis 275 km/h betrieben. Zwischen Tokio und Morioka werden die meisten Züge der Hayate-Verbindung mit Zügen der Komachi-Verbindung der Akita-Shinkansen gekuppelt.
- Yamabiko (やまびこ, dt. „Bergecho“): Verbindung zwischen den Bahnhöfen Tokio und Sendai oder Morioka. Grundsätzlich halten die Züge an den Bahnhöfen Ueno, Omiya, Utsunomiya, Kōriyama und Fukushima sowie allen Bahnhöfen zwischen Sendai und Morioka. Als Yamabiko verkehren die Baureihen E2, E3, E5 und E4 (nur Tokio-Sendai). Zwischen 1994 und 1999 wurde die Baureihe E1 sowie zwischen 1982 und 2011 die Baureihe 200 eingesetzt. Die mit der Baureihe E4 betriebenen Züge werden als Max Yamabiko bezeichnet und grundsätzlich zwischen Tokio und Fukushima mit Zügen der Tsubasa-Verbindung der Yamagata-Shinkansen gekuppelt. Pro Stunde verkehren zwei oder drei Yamabiko-Züge. Der Name Yamabiko stammt vom ehemaligen Expresszug, der zwischen 1959 und 1982 zwischen Ueno und Morioka verkehrte.[11] Seit der Eröffnung der Tōhoku-Shinkansen am 23. Juni 1982 bis im Dezember 2002 waren die Yamabiko-Verbindung die schnellste Verbindung auf der Tōhoku-Shinkansen. Zwischen Juni 1991 und März 1997 verkehrte die Variante H der Baureihe 200 mit 16 Wagen (einschließlich zwei Doppelstockwagen) als schnellster Yamabiko, der Tokio und Morioka mit einer Reisezeit von zwei Stunden und 50 Minuten mit nur einem Zwischenstopp von Sendai verband. Zwischen März 1997 und Dezember 2002 wurden die Baureihe E2 eingesetzt und die Züge wurden mit Zügen der Komachi-Verbindung zwischen Tokio und Morioka gekuppelt. Damit wurde die Reisezeit zwischen Tokio und Morioka auf zwei Stunden und 21 Minuten reduziert.
- Nasuno (なすの, dt. „Feld in Nasu“): die Züge verkehren seit dem 1. Dezember 1995 im Stundentakt zwischen den Bahnhöfen Tokio und Nasu-Shiobara oder Kōriyama und halten an allen Bahnhöfen. Morgens und Abends in der Stoßzeit fahren einige Verstärkerzüge. Die Nasuno-Verbindung wird mit den Baureihen E2, E3 und E4 (bis 1998 mit der Baureihe E1 sowie bis 2011 mit der Baureihe 200) eingesetzt.[12] Vorgänger der Shinkansen-Verbindung war ein Schnellzüge zwischen Ueno und Kuroiso auf Tōhoku-Hauptlinie, die zwischen 1959 und 1995 angeboten wurden.

### Ehemalige Zugbezeichnungen
- Aoba (あおば, dt. „Schloss Aoba“): zwischen 23. Juni 1982 und 30. September 1997 wurden die Züge zwischen Tokio und Nasu-Shiobara oder Sendai mit den Baureihen 200, 400, E1 und E2 bedient und hielten an allen Bahnhöfen.[13] Die Züge zwischen Tokio und Nasu-Shiobara wurden am 1. Dezember 1995 durch die Nasuno-Verbindung sowie die Züge zwischen Tokio und Sendai am 1. Oktober 1997 durch die Yamabiko-Verbindung ersetzt. Der Name von Aoba stammt vom Schloss Aoba in Sendai und war in den Jahren 1949 bis 1970 der Name einer Expresszugverbindung zwischen Tokio und Sendai.

## Linienverlauf
| Bahnhöfe          | Japanisch     | Entfernung von Tokio (km) | Bedient von | Bedient von | Bedient von | Bedient von | Umsteigemöglichkeiten | Ort          | Ort                 |
| Bahnhöfe          | Japanisch     | Entfernung von Tokio (km) | Hayabusa    | Hayate      | Yamabiko    | Nasuno      | Umsteigemöglichkeiten | Ort          | Ort                 |
| ----------------- | ------------- | ------------------------- | ----------- | ----------- | ----------- | ----------- | --- | ------------ | ------------------- |
| Tokio             | 東京          | 0                         | ●           | ●           | ●           | ●           | Jōetsu-Shinkansen Tōkaidō-Shinkansen Tōkaidō-Hauptlinie Keihin-Tōhoku-Linie Yamanote-Linie Keiyō-Linie Sōbu-Hauptlinie Yokosuka-Linie U-Bahn Tokio: Marunouchi-Linie Chūō-Hauptlinie | Chiyoda      | Präfektur Tokio     |
| Ueno              | 上野          | 3,6                       | ｜          | ●           | ●           | ●           | Jōetsu-Shinkansen Tōhoku-Hauptlinie Takasaki-Linie Jōban-Linie Keihin-Tōhoku-Linie Yamanote-Linie                                                                                    | Taitō        | Präfektur Tokio     |
| Ōmiya             | 大宮          | 31,3                      | ●           | ●           | ●           | ●           | Jōetsu-Shinkansen Tōhoku-Hauptlinie Takasaki-Linie Keihin-Tōhoku-Linie Saikyō-Linie Tōbu Noda-Linie                                                                                  | Saitama      | Präfektur Saitama   |
| Oyama             | 小山          | 80,3                      | ｜          | ｜          | ◦           | ●           | Tōhoku-Hauptlinie Ryōmō-Linie Mito-Linie | Oyama        | Präfektur Tochigi   |
| Utsunomiya        | 宇都宮        | 109,0                     | ｜          | ｜          | ●           | ●           | Tōhoku-Hauptlinie Nikkō-Linie | Utsunomiya   | Präfektur Tochigi   |
| Nasushiobara      | 那須塩原      | 152,4                     | ｜          | ｜          | ◦           | ●           | Tōhoku-Hauptlinie | Nasushiobara | Präfektur Tochigi   |
| Shin- Shirakawa   | 新白河        | 178,4                     | ｜          | ｜          | ◦           | ●           | Tōhoku-Hauptlinie | Nishigō      | Präfektur Fukushima |
| Kōriyama          | 郡山          | 213,9                     | ｜          | ｜          | ●           | ●           | Tōhoku-Hauptlinie Suigun-Linie Ban’etsu-Ostlinie Ban’etsu-Westlinie | Kōriyama     | Präfektur Fukushima |
| Fukushima         | 福島          | 255,1                     | ｜          | ｜          | ●           | ｜          | Yamagata-Shinkansen Tōhoku-Hauptlinie Ōu-Hauptlinie Abukuma-Express-Linie Iizaka-Linie                                                                                               | Fukushima    | Präfektur Fukushima |
| Shiroishi-Zaō     | 白石蔵王      | 286,2                     | ｜          | ｜          | ◦           | ｜          | | Shiroishi    | Präfektur Miyagi    |
| Sendai            | 仙台          | 325,4                     | ●           | ●           | ●           | ｜          | Tōhoku-Hauptlinie Senzan-Linie Senseki-Linie Sendai-Flughafenlinie U-Bahn Sendai: Nord-Süd-Linie                                                                                     | Sendai       | Präfektur Miyagi    |
| Furukawa          | 古川          | 363,8                     | ｜          | ｜          | ●           | ｜          | Rikū-Ostlinie | Ōsaki        | Präfektur Miyagi    |
| Kurikoma-Kōgen    | くりこま 高原 | 385,7                     | ｜          | ｜          | ●           | ｜          | | Kurihara     | Präfektur Miyagi    |
| Ichinoseki        | 一ノ関        | 406,3                     | ｜          | ◦           | ●           | ｜          | Tōhoku-Hauptlinie Ōfunato-Linie | Ichinoseki   | Präfektur Iwate     |
| Mizusawa-Esashi   | 水沢江刺      | 431,3                     | ｜          | ｜          | ●           | ｜          | | Ōshū         | Präfektur Iwate     |
| Kitakami          | 北上          | 448,6                     | ｜          | ◦           | ●           | ｜          | Tōhoku-Hauptlinie Kitakami-Linie | Kitakami     | Präfektur Iwate     |
| Shin-Hanamaki     | 新花巻        | 463,1                     | ｜          | ｜          | ●           | ｜          | Kamaishi-Linie | Hanamaki     | Präfektur Iwate     |
| Morioka           | 盛岡          | 496,5                     | ●           | ●           | ●           | ｜          | Akita-Shinkansen Tōhoku-Hauptlinie Tazawako-Linie Yamada-Linie Iwate-Galaxy-Bahnlinie Hanawa-Linie                                                                                   | Morioka      | Präfektur Iwate     |
| Iwate-Numakunai   | いわて 沼宮内 | 527,6                     | ｜          | ◦           | ｜          | ｜          | Iwate-Galaxy-Bahnlinie | Iwate        | Präfektur Iwate     |
| Ninohe            | 二戸          | 562,2                     | ｜          | ◦           | ｜          | ｜          | Iwate-Galaxy-Bahnlinie | Ninohe       | Präfektur Iwate     |
| Hachinohe         | 八戸          | 593,1                     | ◦           | ●           | ｜          | ｜          | Hachinohe-Linie Aoimori-Bahnlinie | Hachinohe    | Präfektur Aomori    |
| Shichinohe-Towada | 七戸 十和田   | 628,2                     | ｜          | ◦           | ｜          | ｜          | | Shichinohe   | Präfektur Aomori    |
| Shin-Aomori       | 新青森        | 674,9                     | ●           | ●           | ｜          | ｜          | Ōu-Hauptlinie Hokkaidō-Shinkansen | Aomori       | Präfektur Aomori    |

● = Alle Züge halten
◦ = Einzelne Züge halten
｜= Züge halten nicht

### Streckenverlauf
Am Bahnhof Tokio nimmt die Strecke ihren Ausgang: Tokio liegt in der Kantō-Ebene, der Hauptbahnhof in der Nähe des Kaiserpalasts. In der Ebene, nach Querung des Arakawa, gelangt die Strecke gebündelt mit dem Jōetsu-Shinkansen nordwestwärts durch dichtbesiedeltes Gebiet nach Saitama. Hier trennen sich die beiden Shinkansen-Linien: Der Tōhoku Shinkansen weicht nun nach Nordosten ab hinein in den nördlichen Zipfel der Ebene Richtung Überbrückung des Tone und Richtung Utsunomiya. Nun wird es hügeliger in der Senke zwischen den Yamizo-Bergen und den Nasu-Bergen: Bei Shirakawa wird die Geländeschwelle in das gleichnamige Becken überwunden und in die Region Nakadōri zwischen den Ou-Bergen und dem Abukuma-Hügelland gelangt. Über Kōriyama geht es nun geradlinig weiter nach Fukushima, von wo aus nach Sendai an der Sendai-Bucht des Pazifiks übergesetzt wird, indem bei Shiroishi (Miyagi) das Hügelland parallel zum gleichnamigen Fluss durchbrochen wird. In der Sendai-Ebene geht es nun geradlinig nordwärts und wieder landeinwärts über Ōsaki (Miyagi) zur Geländeschwelle bei Ichinoseki. Hernach gelangt die Strecke in das Kitakami-Becken und über die gleichnamige Stadt nach Morioka. Im Westteil des Kitakami-Gebirges wurde dann über Iwate und Ninohe (u. a. Iwate-Ichinohe-Tunnel mit 25 Kilometern Länge) nach Hachinohe wieder an den Pazifik hin gebaut. Im flachen Küstenhinterland geht es dann nordwestwärts Richtung Hakkōda-Tunnel, mit dem das gleichnamige Gebirge nach Aomori hin unterfahren wird. Im peripher gelegenen Bahnhof Shin-Aomori schließt der Hokkaidō-Shinkansen sowie die Ōu-Hauptlinie an.

## Zwischenfälle

### Zugtrennung
Am 19. September 2024 und am 6. März 2025 traten jeweils eine Zugtrennung auf, während der beide Zugteile eines Flügelzuges während der Fahrt voneinander getrennt wurden. Beides mal waren jeweils dieselben Baureihen beteiligt, Shinkansen-Baureihe E5 bzw. Shinkansen-Baureihe H5 mit der gekuppelten Shinkansen-Baureihe E6. Der Grund für die erste Entkupplung mit 315 km/h war ein Metalstück was an der E6 in die Nähe des Nottrennschalters kam und diesen auslöste. Bei der zweiten Trennung im Vorbereich von Tokyo mit niedrigerer Geschwindigkeit soll ein ähnliches Objekt das Ereignis ausgelöst haben, aber die Ursachenidentifizierung läuft noch.
Bei beiden Ereignissen wurde zur Folge flächendeckend (bei zweitem bis auf Ausnahmen) der Shinkansenverkehr auf dem Nordnetz (Alles von Tokyo aus nach Norden/Westen) eingestellt und erst nach einer gewissen Zeit (mehrere Stunden) wieder hochgefahren.